# Royal Saudi Air Force
Die international als Royal Saudi Air Force (RSAF) (arabisch القوات الجوية الملكية السعودية, DMG al-quwwāt al-ǧawwiyya al-malakiyya as-saʿūdiyya) bezeichneten Luftstreitkräfte des Königreiches Saudi-Arabien sind die dritte von fünf Teilstreitkräften der Streitkräfte Saudi-Arabiens. Mit einer Personalstärke von ungefähr 20.000 ist sie die mit Abstand kampfstärkste Luftstreitkraft auf der Arabischen Halbinsel.

## Geschichte

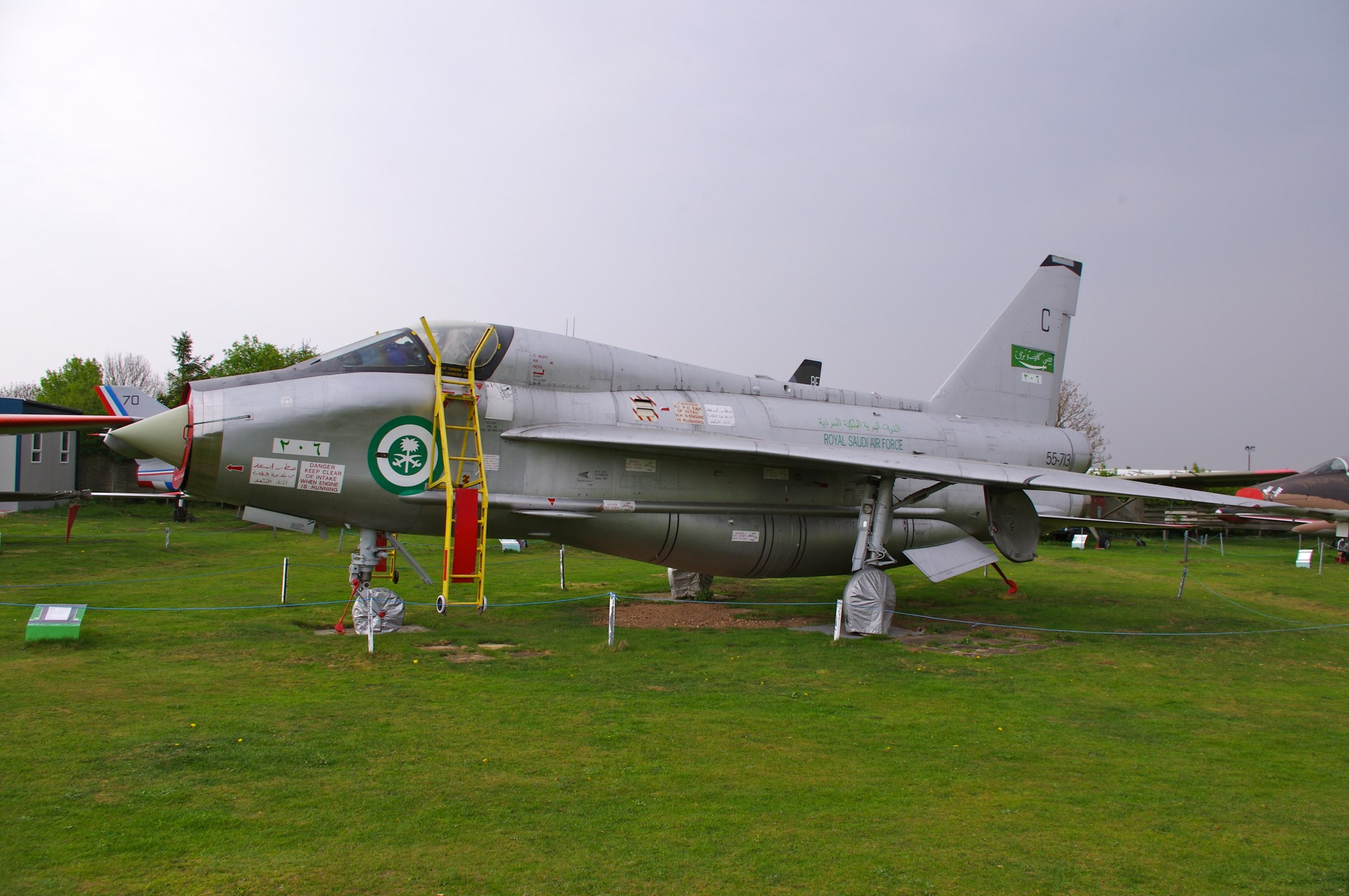
RSAF-Kokarde einer Lightning

Die Königlichen Luftstreitkräfte Saudi-Arabiens wurden Mitte der 1920er Jahre mit britischer Hilfe aufgestellt. In den 1950er Jahren wurde sie reorganisiert und ab 1952 erhielt sie Unterstützung der United States Air Force, die bereits ab damals den Militärflugplatz in Dhahran mitbenutzte.
Noch in den 1980er und 1990er Jahren war die Größe der saudischen Streitkräfte im Vergleich zu anderen Staaten im Nahen und Mittleren Osten bescheiden, gleichwohl stützte sie sich bereits damals auf die damals modernsten Luftfahrzeugtypen wie Tornado IDS und F-15C Eagle. Der größte Kampfeinsatz der RSAF überhaupt fiel in diese Zeit, die Teilnahme am Zweiten Golfkrieg im Frühjahr 1991.
In den vergangenen Jahrzehnten wurde die RSAF kontinuierlich modernisiert und auch vergrößert. Vor einigen Jahren bestellte das Wüsten-Königreich als erster außereuropäischer Kunde den Eurofighter Typhoon als Mehrzweckkampfflugzeug beim Vereinigten Königreich, zuletzt erhielten die USA Ende 2011 eine Mammutbestellung über weitere F-15SA sowie diverse Helikopter (letztere werden teilweise auch von den Landstreitkräften betrieben).

## Stützpunkte
Die Dislozierung in der Fläche stellt die RSAF durch sieben Haupteinsatzbasen sicher:
- King Faisal Air Base (Tabuk), Schulungszentrum, RSAF Wing 7 (F-15, Hawk)
- King Khalid Military City (Hafar Al-Batin), Helikopterbasis, RSAF Wing 4 (AB212)
- King Abdul Aziz Air Base (Dhahran), Kampfflugzeug- und Helikopterbasis, RSAF Wing 3 (F-15, Bell 412) und Wing 11 (Tornado, Jetstream)
- Prince Sultan Air Base (Al-Chardsch), Frühwarn- und Tankerbasis, RSAF Wing 6 (E-3, KC-130)
- King Abdullah Air Base (Dschidda), Transportfliegerbasis, RSAF Wing 8 (C-130)
- King Fahad Air Base (Ta'if), Kampfflugzeug- und Helikopterbasis, RSAF Wing 2 (Typhoon, F-15, AV212/Bell 412)
- King Khalid Air Base (Chamis Muschait), Kampfflugzeug- und Helikopterbasis, RSAF Wing 1 und Wing 5 (F-15, AS532, AB412, Bell 412)

## Ausrüstung

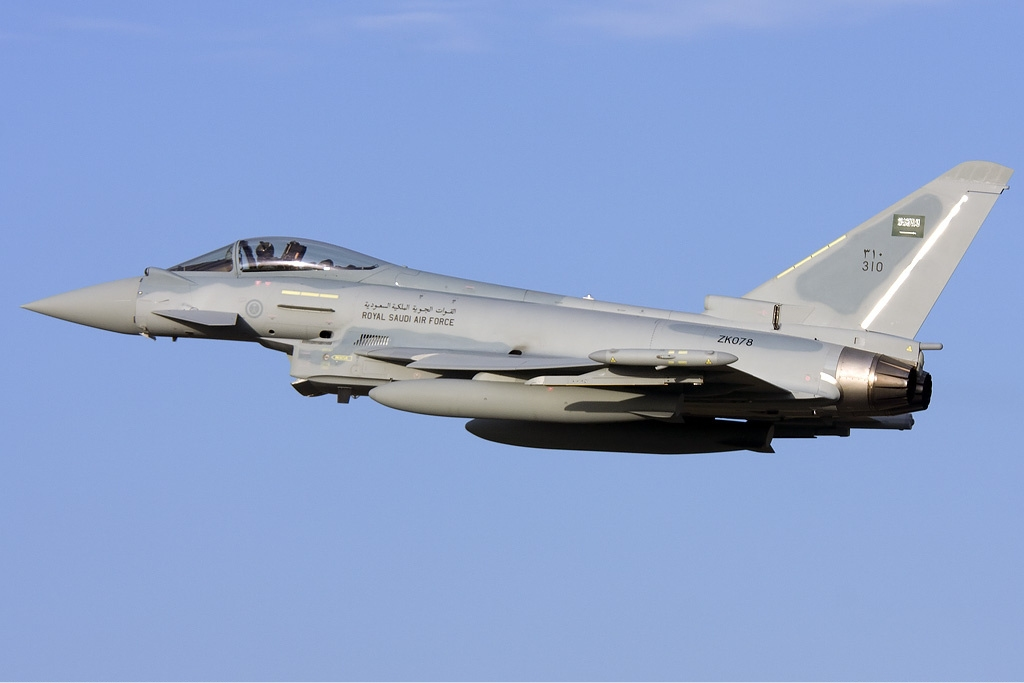
RSAF Typhoon

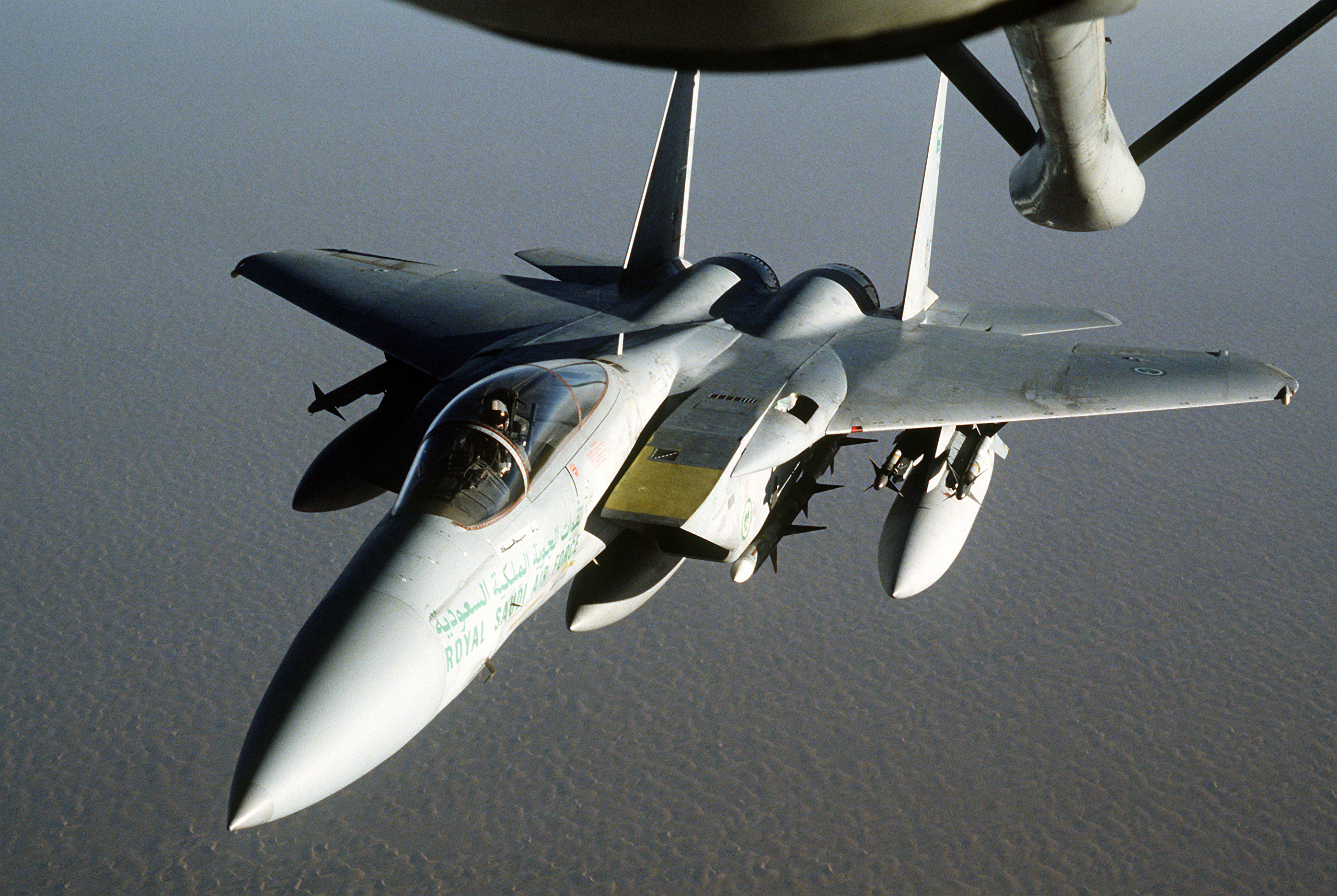
RSAF F-15C Eagle

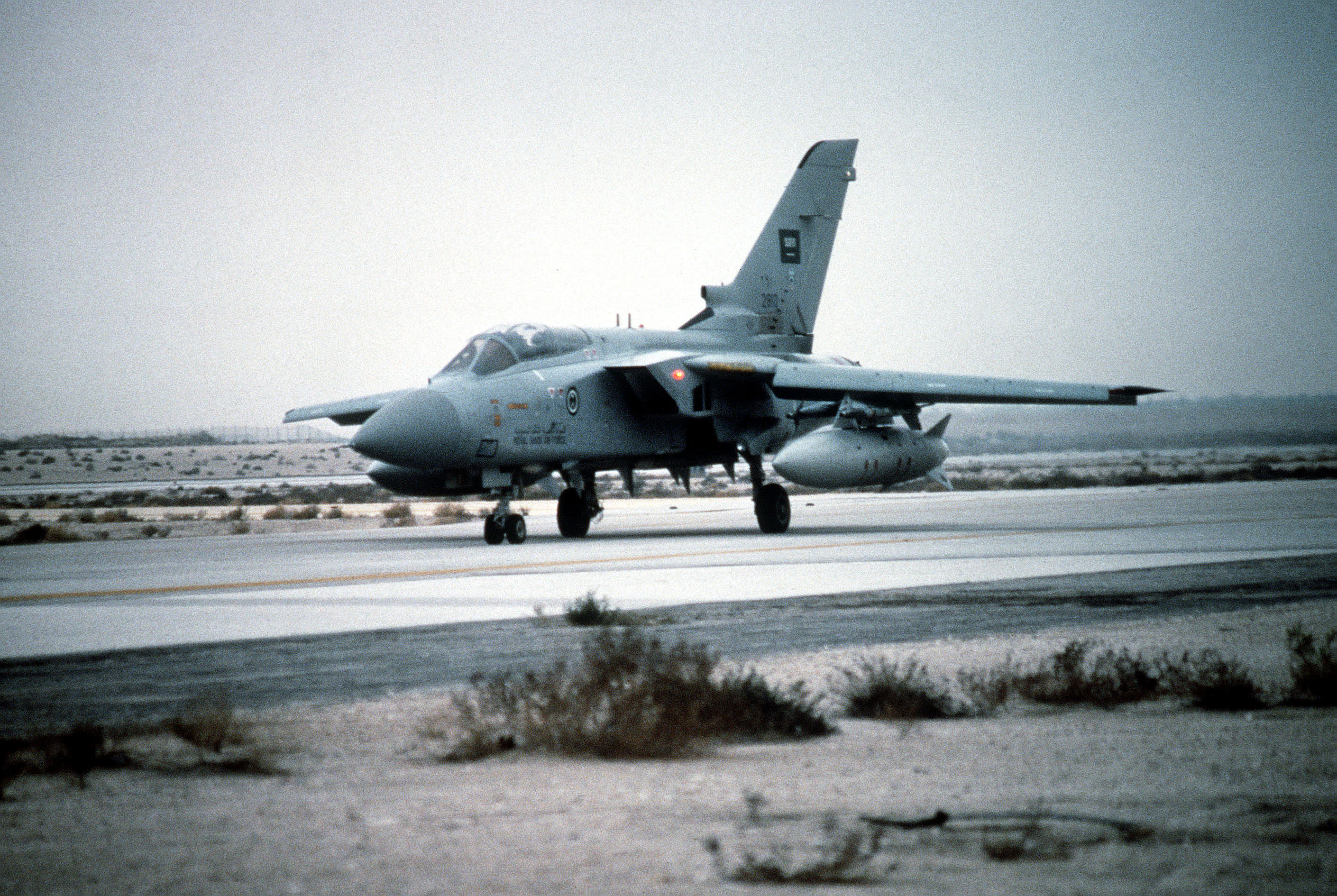
RSAF Tornado F3

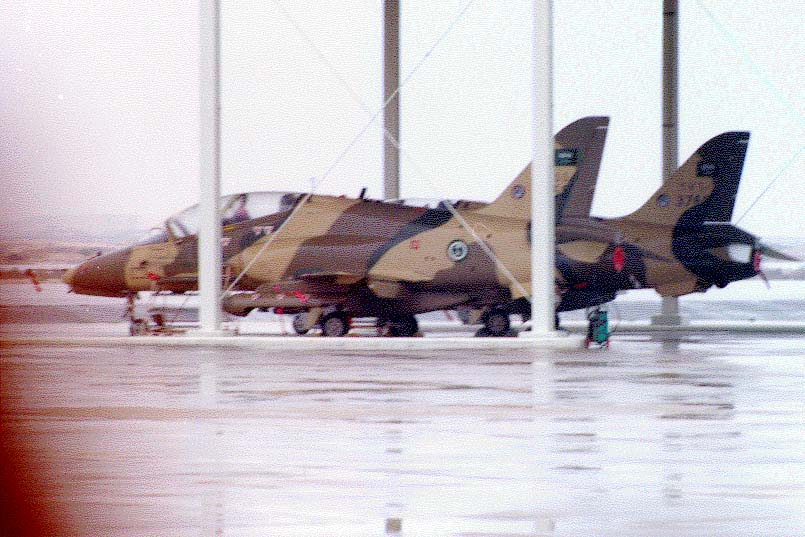
RSAF BAe Hawk

Die Ausrüstung der RSAF ist im Wesentlichen mit US-amerikanischen und britischen/europäischen Flugzeugtypen sowie europäischen sowie insbesondere US-amerikanischen Helikoptern ausgerüstet. In der Folge ist der Stand der Ausrüstung zum Ende des Jahres 2021 dargestellt.

### Luftfahrzeuge
| Luftfahrzeug                   | Herkunft                          | Verwendung                | Version        | Aktiv          | Bestellt       | Anmerkungen                                                   |
| Kampfflugzeuge                 | Kampfflugzeuge                    | Kampfflugzeuge            | Kampfflugzeuge | Kampfflugzeuge | Kampfflugzeuge | Kampfflugzeuge                                                |
| ------------------------------ | --------------------------------- | ------------------------- | -------------- | -------------- | -------------- | ------------------------------------------------------------- |
| Eurofighter Typhoon            | Europäische Union                 | Mehrzweckkampfflugzeug    |                | 72             |                | Weitere 48 Exemplare sind geplant                             |
| McDonnell Douglas F-15         | Vereinigte Staaten                | Mehrzweckkampfflugzeug    | C S SA         | 211            |                |                                                               |
| Panavia Tornado                | Europäische Union                 | Jagdbomber                | IDS            | 81             |                |                                                               |
| Flugzeuge für Spezialmissionen |                                   |                           |                |                |                |                                                               |
| Boeing E-3                     | Vereinigte Staaten                | AWACS Aufklärungsflugzeug | E-3A RE-3A     | 5 1            |                |                                                               |
| Beechcraft King Air            | Vereinigte Staaten                | Aufklärungsflugzeug       | King Air 350   | 6              | 4              |                                                               |
| Saab 2000                      | Schweden                          | AWACS                     |                | 2              |                |                                                               |
| Tanker                         |                                   |                           |                |                |                |                                                               |
| Boeing E-3                     | Vereinigte Staaten                |                           | KE-3A          | 7              |                |                                                               |
| Airbus A330 MRTT               | Europäische Union                 |                           |                | 6              |                |                                                               |
| Lockheed KC-130                | Vereinigte Staaten                |                           | H J            | 7 2            |                | drei weitere Maschinen der Version KC-130J sind geplant       |
| Transportflugzeuge             |                                   |                           |                |                |                |                                                               |
| C-130 Hercules                 | Vereinigte Staaten                |                           | C-130H         | 33             |                | die Anschaffung von 20 Maschinen des Typs C-130J sind geplant |
| Citation Bravo                 | Vereinigte Staaten                |                           |                | 4              |                |                                                               |
| Gulfstream IV                  | Vereinigte Staaten                |                           |                | 2              |                |                                                               |
| Handley Page Jetstream         | Vereinigtes Königreich            |                           |                | 1              |                |                                                               |
| Beechcraft King Air            | Vereinigte Staaten                |                           | King Air 350   | 9              |                |                                                               |
| Schulflugzeuge                 |                                   |                           |                |                |                |                                                               |
| McDonnell Douglas F-15         | Vereinigte Staaten                |                           | F-15D          | 21             |                |                                                               |
| BAE Hawk                       | Vereinigtes Königreich            |                           | Mk. 65 Mk. 165 | 69             | 12             |                                                               |
| PC-21                          | Schweiz                           |                           |                | 55             |                |                                                               |
| Saab Safari                    | Schweden                          |                           | MFI-395        | 20             |                |                                                               |
| Cirrus SR22                    | Vereinigte Staaten                |                           |                | 25             |                |                                                               |
| Hubschrauber                   |                                   |                           |                |                |                |                                                               |
| Bell 212 Bell 412              | Vereinigte Staaten                | Mehrzweckhubschrauber     |                | 36             |                |                                                               |
| Aérospatiale AS 332            | Frankreich Vereinigtes Königreich | Transporthubschrauber     |                | 13             | 3              |                                                               |
| Sikorsky UH-60                 | Vereinigte Staaten                | Transporthubschrauber     | S-70 UH-60L    | 2              |                |                                                               |
| Unbemannte Luftfahrzeuge       |                                   |                           |                |                |                |                                                               |
| Chengdu Wing Loong             | Volksrepublik China               | Kampfdrohne               | GJ-1           |                |                | [ 2 ]                                                         |
| CASC Rainbow                   | Volksrepublik China               | Kampfdrohne               | CH-4           |                |                | [ 2 ]                                                         |
| Selex ES Falco                 | Italien                           | Aufklärungsdrohne         |                |                |                | [ 2 ]                                                         |

Ehemalige Flugzeuge: Airbus Military CN-235; Pilatus PC-9

### Flugkörper und Bomben
Luft-Luft-Raketen:
- AIM-7 Sparrow
- AIM-9 P/L/X Sidewinder
- AIM-120 AMRAAM
- IRIS-T

Luft-Boden-Raketen:
- AGM-65 Maverick
- AR-1
- ALARM

Seezielflugkörper:
- AGM-84 Harpoon

Marschflugkörper:
- Storm Shadow

Bomben:
- Paveway II / IV
- GBU-31
- FT-9

## Ränge
| Dienstgradgruppe  | Generale    | Generale        | Generale     | Generale       | Stabsoffiziere | Stabsoffiziere | Stabsoffiziere | Hauptleute / Leutnante | Hauptleute / Leutnante | Hauptleute / Leutnante | Warrant Officer |
| ----------------- | ----------- | --------------- | ------------ | -------------- | -------------- | -------------- | -------------- | ---------------------- | ---------------------- | ---------------------- | --------------- |
| Schulterklappe    |             |                 |              |                |                |                |                |                        |                        |                        |                 |
| Dienstgrad        | General     | Generalleutnant | Generalmajor | Brigadegeneral | Oberst         | Oberstleutnant | Major          | Hauptmann              | Leutnant               | Unterleutnant          | kein Äquivalent |
| Arab. Bezeichnung | Fariq Awwal | Fariq           | Liwa         | Amid           | Aqid           | Muqaddam       | Raid           | Naqib                  | Mulazim Awwal          | Mulazim                | Ra’is Ruquba    |